# Liste der Mitglieder des liechtensteinischen Landtags (1936)
Diese Liste führt die Mitglieder des Landtags des Fürstentums Liechtenstein auf, der aus den Gemeindewahlen vom 9. Februar 1936 und den landesweiten Wahlen vom 16. Februar 1936 hervorging. Die Reform des Wahlrechts von 1932 hatte zwei Wahlgänge eingeführt. Bei dem einen Wahlgang wurde aus jeder Gemeinde mit mehr als 300 Einwohnern jeweils ein Kandidat gewählt, die restlichen fünf wurden in landesweit stattfindenden Wahlen ermittelt. Die Wahl oblag der Anforderung, dass das Verhältnis der Kandidaten aus dem Ober- und dem Unterland 60 zu 40 betragen müsse. Wegen einer erneuten Änderung des Wahlrechts endete die Wahlperiode bereits 1939.
Bei dieser Wahl trat erstmals die Vaterländische Union (VU) zur Wahl an, die erst kurz zuvor aus den beiden Parteien Christlich-soziale Volkspartei und Liechtensteiner Heimatdienst gebildet wurde.
Am 14. Juni 1936 fand eine Ersatzwahl für den am 17. Mai 1936 verstorbenen Josef Beck (VU) statt. Wendelin Beck (VU) konnte mit 190 Stimmen zu 98 Stimmen gegen Josef Bühler die Wahl gewinnen.

## Liste der Mitglieder

### Gemeindevertreter
Von den elf Liechtensteiner Gemeinden hatten zehn mehr als 300 Einwohner, weswegen diese jeweils einen Abgeordneten in den Landtag entsandten.
| Name                | Fraktion | Gemeinde     | Bemerkung                                                            |
| ------------------- | -------- | ------------ | -------------------------------------------------------------------- |
| Basil Vogt          | VU       | Balzers      |                                                                      |
| Ferdinand Heidegger | VU       | Triesen      |                                                                      |
| Josef Beck          | VU       | Triesenberg  | starb am 17. Mai 1936, in einer Nachwahl wurde Wendelin Beck gewählt |
| Wendelin Beck       | VU       | Triesenberg  | rückte am 14. Juni 1936 für Josef Beck nach                          |
| Ludwig Ospelt       | FBP      | Vaduz        |                                                                      |
| Ferdinand Risch     | FBP      | Schaan       |                                                                      |
| kein Abgeordneter   | –        | Planken      | –                                                                    |
| Franz Josef Marxer  | FBP      | Eschen       |                                                                      |
| Emil Batliner       | FBP      | Mauren       |                                                                      |
| Johann Georg Hasler | FBP      | Gamprin      |                                                                      |
| Philipp Elkuch      | FBP      | Schellenberg |                                                                      |
| Franz Xaver Hoop    | FBP      | Ruggell      |                                                                      |

### Landesvertreter
| Name           | Fraktion | Bemerkung |
| -------------- | -------- | --------- |
| Johann Beck    | FBP      |           |
| Peter Büchel   | FBP      |           |
| Anton Frommelt | FBP      |           |
| Otto Schädler  | VU       |           |
| Georg Vogt     | FBP      |           |